# William Kennedy Laurie Dickson
William Kennedy Laurie Dickson (Le Minihic-sur-Rance, 3 agosto 1860 – Regno Unito, 28 settembre 1935) è stato un regista e inventore inglese, accreditato come l'inventore della cinepresa filmica alle dipendenze di Thomas Edison.

## Biografia
Nasce il 3 agosto 1860 a Minihic-sur-Rance, Bretagna, Francia, da madre di origini scozzesi e padre inglese.
Suo padre, James Waite Dickson, fu un artista, astronomo e linguista, asserendo di avere linee parentali dirette col pittore William Hogarth e con il giudice John Waite, l'uomo che sentenziò la condanna a morte di re Carlo I d'Inghilterra. Dotata musicista, la madre, Elizabeth Kennedy-Laurie Dickson, era imparentata con i Laurie di Maxwellton (immortalati dalla ballata Annie Laurie) e con il Duca di Athol ed i Reali Stuart.

## Innovatore cinematografico
Nel 1888 l'inventore e imprenditore americano Thomas Alva Edison concepì un apparecchio che avrebbe fatto "per l'occhio ciò che il fonografo fa per l'orecchio". In ottobre Edison depositò presso l'Ufficio Brevetti Statunitense un primo diritto, conosciuto come cauzione, descrivendo i suoi progetti per l'apparecchiatura. Nel marzo del 1889 fu depositata una seconda cauzione, in essa l'apparecchio per l'immagine in movimento proposto fu denominato Kinetoscopio. A Dickson, divenuto nel frattempo fotografo ufficiale della compagnia di Edison, venne assegnato il compito di trasformare il progetto in realtà, negli studios di Black Maria.
Dickson e il suo team lavorarono diversi anni nei laboratori Edison per lo sviluppo del Kinetoscopio. Il primo prototipo funzionante venne alla luce nel maggio del 1891 e il disegno del sistema fu essenzialmente terminato alla fine del 1892. La versione completa del Kinetoscopio fu esposta ufficialmente il 9 maggio 1893 all'Institute of Arts and Sciences di Brooklyn.
Benché non fosse tecnicamente un sistema di proiezione (era una macchina per peep show che mostrava sequenze di immagini di alcuni secondi in ciclo continuo e che dovevano esser viste individualmente attraverso la finestrella di un contenitore) il Kinetoscopio introdusse l'approccio basilare che sarebbe diventato lo standard per la proiezione di film prima dell'avvento del cinematografo e del video. Esso creava l'illusione del movimento mediante il trasporto di una striscia di film perforato, dando così vita ad immagini sequenziali per mezzo di una sorgente luminosa e di un movimento ad alta velocità. Dickson ed il suo team concepirono inoltre un'innovativa cinepresa, il Kinetograph, in grado di fotografare movimenti rapidi e intermittenti, da usare per esperimenti in azienda ed eventuali presentazioni commerciali del Kinetoscopio.
Tra il 1894 e il 1895 Dickson divenne consulente per l'operazione filmica dei fratelli Latham, Otway e Grey e il loro padre, Woodville, i quali divennero presto la maggiore compagnia d'esibizione del Kinetoscopio. Nel tentativo di sviluppare un proiettore cinematografico arruolarono uno degli operai di Edison, Eugene Laustel, probabilmente sotto consiglio dello stesso Dickson. Nell'aprile del 1895 Dickson lasciò la compagnia di Edison per entrare nell'équipe dei Latham. Insieme a Lauste concepì innovazioni che saranno poi note come i "Latham loop", permettendo la fotografia e l'esibizione di film più lunghi di quelli che era stato possibile riprodurre in precedenza. Successivamente nacque l'Eidoloscopio, un sistema di proiezione che fu il primo ad essere utilizzato nelle riproduzioni cinematografiche commerciali, dal 20 maggio 1895. Coi Latham, Dickson fu parte del gruppo che formò l'"American Mutoscope and Biograph Company", prima di ritornare permanentemente a lavorare nel Regno Unito nel 1897, dove morì il 28 settembre 1935 all'età di 75 anni.
Dickson fu inoltre autore della prima ripresa cinematografica di un papa, quando immortalò Leone XIII nei Giardini Vaticani tra giugno e luglio 1898.

## Filmografia parziale

### Regista e produttore
- Monkeyshines, No. 1 (1890)
- Monkeyshines, No. 2 (1890)
- Monkeyshines, No. 3 (1890)
- Newark Athlete (1891)
- Monkey and Another, Boxing (1891)
- Men Boxing (1891)
- Duncan Smoking (1891)
- Duncan or Devonald with Muslin Cloud (1891)
- Duncan and Another, Blacksmith Shop (1891)
- Wrestling (1892)
- Man on Parallel Bars (1892)
- Fencing (1892)
- Boxing (1892)
- Wrestling Match (1894)
- The Wrestling Dog (1894)
- Whirlwind Gun Spinning (1894)
- Unsuccessful Somersault (1894)
- Trapeze (1894)
- Trained Bears (1894)
- Sioux Ghost Dance (1894)
- Ruth Dennis (1894)
- Rat Killing (1894)
- The Pickaninny Dance, from the 'Passing Show' (1894)
- Oriental Dance (1894)
- Organ Grinder (1894)
- Miss Lucy Murray (1894)
- Men on Parallel Bars (1894)
- The Hornbacker-Murphy Fight (1894)
- Highland Dance (1894)
- Hadj Cheriff (1894)
- Glenroy Bros., No 2 (1894)
- French Dancers (1894)
- Fred Ott Holding a Bird (1894)
- Fancy Club Swinger (1894)
- Edison Employee Picnic (1894)
- Dogs Fighting (1894)
- Cupid's Dance (1894)
- Corbett and Courtney Before the Kinetograph (1894)
- The Cock Fight (1894)
- Cock Fight, No 2 (1894)
- The Carnival Dance (1894)
- Carmencita (1894)
- Caicedo, with Spurs (1894)
- Caicedo, with Pole (1894)
- Buffalo Dance (1894)
- Buffalo Bill (1894)
- Bucking Broncho (1894)
- Boxing Match (1894)
- The Boxing Cats (Prof. Welton's) (1894)
- Boxing (1894)
- Bertoldi (Table Contortion) (1894)
- Bertoldi (Mouth Support) (1894)
- A Bar Room Scene (1894)
- The Barbershop (1894)
- Band Drill (1894)
- Athlete with Wand (1894)
- Armand D'Ary (1894)
- Annie Oakley (1894)
- Annabelle Sun Dance (1894)
- Annabelle Butterfly Dance (1894)
- Amateur Gymnast, No. 2 (1894)
- Edison Kinetoscopic Record of a Sneeze (1894)
- Sandow (1894)
- Souvenir Strip of the Edison Kinetoscope (1894)
- The Widder (1894)
- Topack and Steele (1894)
- Fire Rescue Scene (1894)
- Finale of 1st Act, Hoyt's 'Milk White Flag' (1894)
- Dance (1894)
- Robetta and Doretto, No. 3 (1895)
- New Bar Room (1895)
- John W. Wilson and Bertha Waring (1895)
- Elsie Jones, No. 2 (1895)
- Billy Edwards and the Unknown (1895)
- Annabelle Serpentine Dance (1895)
- Robetta and Doretto, No. 1 (1895)
- The Rixfords, No. 1 (1895)
- The Rixfords, No. 2 (1895)
- Elsie Jones (1895)
- Chinese Laundry Scene (1895)
- The Tramp: Milk White Flag (1896)
- Sua Santità papa Leone XIII (1898)
- Rip van Winkle (1903)

### Regista, attore e produttore
- Dickson Greeting (1891)
- A Hand Shake (1892)
- Horse Shoeing (1893)
- Dickson Experimental Sound Film, regia di William K.L. Dickson (1894)
- Rip van Winkle, regia di William K.L. Dickson (1903)